# Plon
Pour les articles homonymes, voir Plon.
 (décembre 2020).
Si vous disposez d'ouvrages ou d'articles de référence ou si vous connaissez des sites web de qualité traitant du thème abordé ici, merci de compléter l'article en donnant les références utiles à sa vérifiabilité et en les liant à la section « Notes et références ».
Plon est une maison d'édition française fondée en 1852 par Henri Plon. Elle fait partie du groupe Editis.

## Historique

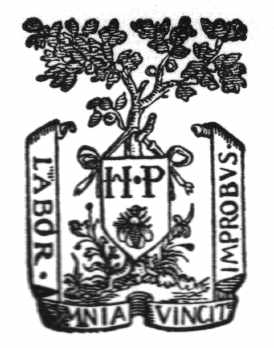
Marque historique de la maison.

Selon la légende familiale, le fondateur de la famille serait Jehan Plon, venu de Plön (Allemagne) au XVIe siècle. Après Nivelles, il s’installe à Mons (Belgique) et y épouse la fille d’un typographe. Du XVIe au XVIIIe siècle, ses héritiers seront typographes puis imprimeurs, de Mons à Paris.
Henri Plon (1806-1872) débute comme apprenti chez l'imprimeur Firmin Didot puis auprès de Théophile Belin, le fils de François Belin, imprimeur installé à Sézanne (Marne). En 1833, Maximilien Béthune, imprimeur rue de Vaugirard, T. Belin et Henri Plon forment la société Béthune, Belin et Plon qui sera renommée en 1835 Béthune et Plon et deviendra l'imprimerie de référence visitée par Victor Hugo, Honoré de Balzac, Alphonse de Lamartine, Alexandre Dumas ainsi que l'imprimerie officielle de l'Empereur.
Dans les années 1840, le succès est au rendez-vous. Henri Plon fait venir ses trois frères, Charles, Hippolyte et Louis-Charles, rachète la succession de Béthune, et forme la société Typographie des Abeilles, Plon frères et Cie. En 1850, ils furent parmi les premiers en France à utiliser la machine à vapeur pour l'impression, un procédé venu d'Angleterre. Au début des années 1850, la maison Plon est principalement un imprimeur, laquelle ne cache pas son soutien au nouveau régime.

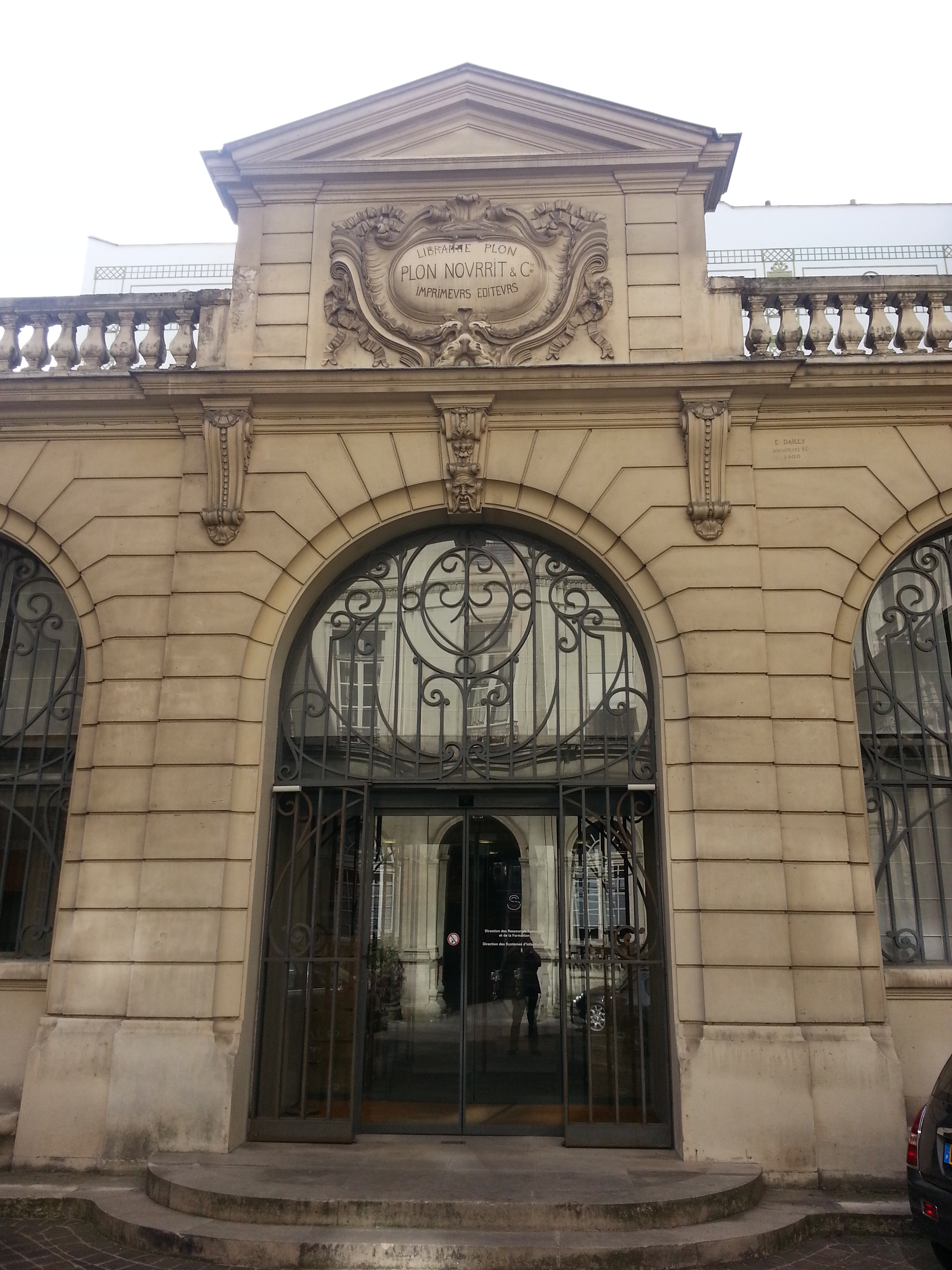
Ancien siège parisien de l'imprimerie et de la maison d'édition, au 8 rue Garancière.

Henri Plon et ses frères ouvrent en 1852 des locaux situés 8 rue Garancière, qui abritaient à la fois un atelier de production et une maison d'édition. Les frères Plon reçurent à cette époque le titre de « libraire-imprimeur de l’Empereur » et publièrent les correspondances de Louis XIII, de Marie-Antoinette et de Napoléon, un catalogue qui assura le succès. Henri fut également président de la Chambre des Imprimeurs et vice-président du Cercle de la librairie. Son fils Eugène Plon (1836-1895) s'associe en 1873 à son beau-frère Louis-Robert Nourrit et à Émile Perrin sous la dénomination Plon, Nourrit et Cie. Eugène fut président du Cercle de la librairie dans les années 1870-80.
Après le départ de Perrin en 1883, la mort de Robert Nourrit en 1894 et celle d'Eugène en 1895, l'atelier est abandonné au profit des seuls métiers d'éditeur par la nouvelle direction confiée à Pierre Mainguet et à son beau-frère, Henri-Joseph Bourdel, les petits-enfants d'Henri Plon.
Entre 1900 et 1930, Plon, Nourrit et Cie s'ouvre à la littérature et aux essais, rivalisant avec Calmann-Lévy ou Flammarion et la maison est rebaptisée Librairie Plon, les petits-fils de Plon & Nourrit. Au catalogue, l'on trouve des auteurs de best-sellers comme Paul Bourget, Abel Hermant, Julien Green. La collection « Feux croisés », dirigée par Gabriel Marcel, accueille des auteurs étrangers comme Graham Greene. En 1932, « Aventures », une collection de poche cartonnée sous jaquette illustrée vendue six francs avec des auteurs comme Maurice Renard, Jack London, Pierre Mac Orlan connaît un succès mitigé mais son format et sa présentation feront florès vingt ans plus tard.
Maurice Bourdel (5 juin 1889 - 2 septembre 1968), qui a succédé à son père, édite Henri Massis ou Robert Brasillach.
Lors de la Libération, la ligne est différente puisque Plon accueille les mémoires de Winston Churchill avant de devenir plus tard l'éditeur attitré du général de Gaulle, par le biais de Charles Orengo, directeur éditorial inspiré. En 1953, Jean Malaurie peut ainsi créer la collection « Terre humaine » où va être publié Claude Lévi-Strauss.
Le temps des fusions approche. En 1958, Maurice Bourdel, le dernier descendant des Plon-Nourrit, ouvre le capital au directeur général de Tallandier, proche du PDG d’Hachette : Hachette s’assure la mainmise sur le fonds de Plon pour sa collection « Le Livre de poche ». Maurice Bourdel, dernier membre de la famille, quitte la présidence de Plon en 1962 et met fin à cent trente ans d’une histoire familiale, offrant à Thierry de Clermont-Tonnerre, venu de l'Union financière de Paris, la possibilité d'entreprendre des économies d'échelle, et ce au détriment d'Hachette. Clermont-Tonnerre permet d'associer Julliard au capital et de lancer la collection de poches « 10/18 » à travers une nouvelle structure juridique, l'Union générale d'édition (UGE) qui englobe Plon. En 1966, Sven Nielsen, fondateur des Presses de la Cité prend une part importante dans UGE et forme le noyau de ce qui va devenir le « groupe de la Cité » entre 1972 et 1996.
Ce groupe, après bien des tractations financières, est racheté par la Compagnie générale d'électricité (CGE) en 1988 qui place Olivier Orban à la tête de Plon qui appartient désormais à un plus gros groupe appelé CEP Communication, lequel change de nom en 1997 pour devenir Havas Publications Édition (HPE).
En 2001, HPE est absorbée par Vivendi Universal. En 2002, le groupe Vivendi, dirigé par Jean-Marie Messier, rencontre de graves problèmes financiers et doit céder en 2004 plusieurs maisons d'éditions, dont Plon, à Wendel Investissement, qui les regroupe au sein d'une nouvelle structure, Editis. En 2008, le groupe Editis est revendu à l'espagnol Grupo Planeta.
Fin 2018, quatorze ans après s'en être séparé, Vivendi devient à nouveau propriétaire d'Editis pour 900 millions d'euros.
Les éditions Plon renoncent fin 2021 à publier un livre enquête sur le polémiste et homme politique Éric Zemmour par crainte de la réaction de Vincent Bolloré, propriétaire de la maison d'édition et soutien d'Éric Zemmour.
De septembre 2021 à 2024, Plon est dirigée par l'éditrice marquée à droite Lise Boëll,.

## Prix littéraires

### Prix Goncourt
- 1906 : Jérôme et Jean Tharaud, Dingley, l’illustre écrivain
- 1907 : Emile Moselly, Terres lorraines
- 1920 : Ernest Pérochon, Nêne
- 1938 : Henri Troyat, L’araigne

### Prix Goncourt des lycéens
- 2006 : Léonora Miano, Contours du jour qui vient

### Prix Femina
- 1926 : Charles Silvestre, Prodige du cœur
- 1929 : Georges Bernanos, La joie
- 1930 : Marc Chadourne, Cécile de la folie

### Prix Femina essai
- 2013 : Jean-Paul et Raphaël Enthoven, Dictionnaire amoureux de Marcel Proust

### Prix Interallié
- 1932 : Simone Ratel, La maison des Bories
- 1937 : Romain Roussel, La vallée sans printemps
- 2007 : Christophe Ono-dit-Biot, Birmane

### Prix du premier roman français
- 2019 : Géraldine Dalban-Moreynas, On ne meurt pas d’amour

### Prix Renaudot essai
- 2006 : Pierre Boncenne, Pour Jean-François Revel

### Grand prix du roman de l’Académie française
- 2018 : Camille Pascal, L’été des quatre rois